# Альдогексоза
Альдогексози – підгрупа цукрів-гексоз що містять альдегідну групу на кінці вуглецевого ланцюга.
Альдогексози містять чотири хіральних атоми карбону. Отже, можуть існувати 16 різних стереоізомерних альдогексоз (24 =16). З-поміж них тільки три альдогексози широко розповсюджені в природі: D-глюкоза, D-галактоза, а також D-маноза. D/L конфігурація визначається за гідроксилом в положенні 5 вуглецевого ланцюга, а не за напрямком обертання площини поляризації світла.

Існує вісім D-альдогексоз (див. зобр.), а також вісім L-альдогексоз (не показані) які є енантіомерами D-стереоізомерів.

D-Алоза
D-Альтроза
D-Глюкоза
D-Маноза
D-Гулоза
D-Ідоза
D-Галактоза
D-Талоза

## Дезоксиальдогексози
Похідні альдогексоз в яких одна з гідроксильних груп заміщена на атом гідрогену мають назву дезоксиальдогексози. Найвідомішими представниками цієї групи є:
- L-фукоза (6-дезокси-L-галактоза)
- L-рамноза (6-дезокси-L-маноза)
- D-кіновоза (6-дезокси-D-глюкоза)
- L-пнеумоза (6-дезокси-L-талоза)

## Біологічне значення
Альдогексози є основними компонентами вуглеводів і відіграють значну роль у різних біологічних процесах. Вони служать будівельним матеріалом для більших вуглеводів, таких як дисахариди і полісахариди Беруть участь в енергетичному метаболізмі, клітинній сигналізації та формуванні структурних компонентів у клітинах.